# پزوی شیلی
پزو یکای پول شیلی است. پزوهای موجود از ۱۹۷۵ میلادی به همراه نسخه‌های قبلی چاپ شده در ۱۸۱۷ و ۱۹۶۰ در گردش هستند. نماد به کار رفته برای این یکای پول $ است. کد ایزو ۴۲۱۷ برای پزو شیلی CLP می‌باشد.